# گمینا پاکوسواو
گمینا پاکوسواو (به لهستانی:  Gmina Pakosław) یک گمینا در لهستان است که در شهرستان راویچ واقع شده‌است. گمینا پاکوسواو ۷۷٫۵۴ کیلومتر مربع مساحت و ۴٬۶۵۰ نفر جمعیت دارد.